# You're in Love (威爾森·菲利浦歌曲)
《You're in Love》是美國白人女子三人重唱威尔森·菲利浦（英語：Wilson Phillips）在1991年1月發行的單曲，此單曲在告示牌單曲榜奪得1週冠軍，成為該團第3首全美冠軍單曲。

## 內容

### 歌曲簡介
〈You're in Love〉由專輯製作人 Glen Ballard 和卡妮·威爾森（Carnie Wilson）、溫蒂·威爾森（Wendy Wilson）與綺娜·菲利浦（Chynna Phillips）三名團員共同創作，歌曲描述因為好友戀愛了，自己心理產生許多想法和臆測，一方面很高興好友在感情有歸屬，一方面又擔心和好友間的情誼受到影響，很真實反映出人性。和〈Release Me〉不同的是，〈You're in Love〉由綺娜·菲利浦主唱，親身貼切的歌詞搭配優美悅耳的旋律，很容易讓歌迷留下深刻印象。為了配合電台播放歌曲的時間，這首歌曲也分為時間較長的專輯版本和時間較短的單曲版本。

### 商業成績
〈You're in Love〉是《威爾森·菲利浦》（英語：Wilson Phillips）推出的第4首單曲，前3首單曲分別為〈Hold On〉（1週冠軍）、〈Release Me〉（2週冠軍）和〈Impulsive〉（第4名）。〈You're in Love〉在1991年1月底推出，2月9日旋即進入告示牌單曲榜，首週成績為第64名，當週〈Impulsive〉尚停留在第49名。〈You're in Love〉在進榜後名次緩慢上升，終於在1991年4月20日登上榜首位置，這首單曲在榜內共停留了19週。〈You're in Love〉除了在單曲榜奪冠，它在成人抒情榜也摘下了4週冠軍，該單曲在1991年告示牌年終排行榜位居第27名。

〈You're in Love〉在英國單曲榜最高成績僅獲得第29名。

## 資料來源
1. ↑  .   [2016-05-14]. （原始内容存档于2016-06-11）.
2. ↑  .   [2016-05-14]. （原始内容存档于2016-05-05）.
3. ↑  .   [2016-05-14]. （原始内容存档于2016-08-03）.
4. ↑  .   [2016-05-14]. （原始内容存档于2016-05-13）.
5. ↑  .   [2016-05-14]. （原始内容存档于2017-07-12）.
6. ↑  .   [2016-05-14]. （原始内容存档于2022-01-06）.
7. ↑  .   [2016-05-14]. （原始内容存档于2022-04-22）.
8. ↑  .   [2016-05-14]. （原始内容存档于2016-05-12）.